# Sanicula pengshuiensis
Sanicula pengshuiensis là một loài thực vật có hoa trong họ Hoa tán. Loài này được M.L. Sheh & Z.Y. Liu miêu tả khoa học đầu tiên năm 1991.